# Шмартно-при-Литії
Шмартно-при-Литії (словен. Šmartno pri Litiji) — поселення в общині Шмартно-при-Литії, Осреднєсловенський регіон, Словенія.
Висота над рівнем моря: 245,8 м.